# Piotr Iwicki
Piotr Iwicki (ur. 31 stycznia 1965 w Bydgoszczy) – polski muzyk-perkusista, pianista, kompozytor, producent nagrań, dziennikarz, copywrighter, samorządowiec, wójt gminy Raszyn w latach 2002–2006. Od lutego 2016 do czerwca 2017 był dyrektorem Agencji Muzycznej Polskiego Radia. Od stycznia 2019 sekretarz miasta Milanówka.

## Życiorys

### Wykształcenie
Jest absolwentem Akademii Muzycznej im. Fryderyka Chopina w Warszawie. Ukończył studia podyplomowe w Instytucie Nauk Prawnych Polskiej Akademii Nauk i w Kolegium Zarządzania i Finansów SGH. Syn Jerzego Iwickiego, muzyka i inżyniera, wnuk Jana Iwickiego, wiolonczelisty Filharmonii Pomorskiej w Bydgoszczy.

### Działalność samorządowa
W wyborach bezpośrednich wybrany na wójta gminy Raszyn na kadencję 2002–2006 z listy PiS. W latach 2005–2012 członek PiS oraz pełnomocnik na gminę Raszyn. Od 2008 do 2012 sekretarz koła PiS na powiat pruszkowski. Startował w wyborach na wójta na kadencję 2006–2010, przegrywając w drugiej turze, wybrany na tę kadencję na radnego gminy. W 2010 wybrany na radnego powiatu pruszkowskiego z najlepszym wynikiem wśród kandydatów PiS. Od 1 stycznia 2019 roku, sekretarz miasta Milanówka.

### Działalność muzyczna
Jako muzyk występował w USA, Libanie, Omanie, Japonii i całej Europie; wielokrotnie nominowany do nagrody Fryderyka, z różnymi zespołami i orkiestrami zdobył ten laur; m.in. laureat 1995 (musical Metro), 1999 (muzyka poważna).
Koncertował z orkiestrami: Filharmonia Narodowa, Polska Orkiestra Kameralna, Sinfonia Varsovia, Penderecki Festival Orchestra, Warsaw Camerata oraz z kompozytorami i dyrygentami: Krzysztof Penderecki, Marc Minkowski, Simon Standage, Witold Lutosławski i Ruben Silva.
Od 1987 roku do 2016, pierwszy perkusista w Warszawska Opera Kameralna wiele lat kotlista Musicae Antiquae Collegium Varsoviense. Jako perkusista bądź specjalista od syntezatorów grał z takimi gwiazdami jak: Chris Botti, Marcus Miller, Kenny G, Dolores O’Riordan, The Alfred Hause Tango Orchestra, Michael Bolton, John Abercrombie, Gil Goldstein, Chris White, Hugh Burnes, Hiram Bullock, Bob Stewart, Milo Kurtis’s Drum Freaks, Tomasz Stańko, Katarzyna Stankiewicz, Włodek Pawlik, Edyta Bartosiewicz, Anita Lipnicka, Edyta Górniak, Adam Palma, Krzesimir Dębski. Występował na festiwalach na całym świecie oraz w wielu salach koncertowych od Japonii do Stanów Zjednoczonych w tym m.in.: Orchard Hall (Tokio), Beethoven Halle (Bonn), Salle Pleyel oraz Cité de la Musique (Paryż), NHK Hall (Nagoja), The Royal Albert Hall w Londynie czy Sala Kongresowa w Warszawie.
Jest założycielem i członkiem Loud Jazz Band oraz liderem Virtual J@zz Reality. Jego dyskografia obejmuje ponad 60 albumów z muzyką klasyczną, jazzem, popem, rockiem i world music. Ma na koncie liczne nagrania archiwalne dla Polskiego Radia i Telewizji. Od 2018 roku nagrywa i gra gościnnie z zespołem Oddział Zamknięty Krzysztofa Jaryczewskiego w wersji akustycznej.

### Działalność dziennikarska
Dziennikarz kulturalny, recenzent płyt (Gazeta Wyborcza, gazeta.pl, magazyn kultury katolickiej RUaH), Jazz Forum, Polityka, Gazeta Polska Codziennie, Niedziela. Autor www.jazzgazeta.pl niezależnego internetowego serwisu muzycznego. Redaktor Polskiego Radia (Radio dla Ciebie, Radio „Bis”, Program III, współpracuje z radiową Jedynką i Radiem w Nowym Jorku). Komentator TVP, Polsatu, TVN i TVP Kultura. Przez blisko trzy lata był dyrektorem programowym jednej z komercyjnych warszawskich stacji radiowych – Jazz Radio.
W 2023 muzycy i krytycy przyznali Piotrowi Iwickiemu tytuł Grand Prix Jazz Melomani krytyka i dziennikarza roku. 

### Działalność kulturalna
Organizator festiwali zarówno w Polsce, jak i za granicą (Il Nuovo Jazz Polacco – Rzym, Międzynarodowy Festiwal Muzyki Sakralnej w Warszawie). Członek Rady Muzeum Dulag 121 w Pruszkowie, od 26 maja 2012 przewodniczący tej Rady. Ekspert ds. kultury miasta stołecznego Warszawy. Członek Zarządu Stowarzyszenia Artystów Wykonawców Utworów Muzycznych i Muzyczno-słownych – SAWP (sekretarz zarządu). Członek zarządu Polskiego Stowarzyszenia Jazzowego.
Członek Rady Nagrody Fryderyk – kategoria Jazz. Wyróżniony odznakami „Zasłużony dla Kultury Polskiej” oraz „Zasłużony dla Warszawy”. W 2014 roku nagrodzony (wraz z polsko/norweskim Loud Jazz Band) Nagrodą Ministra Kultury i Dziedzictwa Narodowego. W czerwcu 2017 roku został odznaczony Brązowym Medalem „Zasłużony Kulturze Gloria Artis” oraz nagrodą jubileuszową Stowarzyszenia Wykonawców Utworów Muzycznych i Słowno-Muzycznych SAWP za XXX lat pracy artystycznej. W lipcu 2018 roku odznaczony przez prezydenta RP Złotym Krzyżem Zasługi.
W lutym 2016 powołany został na stanowisko szefa Agencji Muzycznej Polskiego Radia. Od 1 stycznia 2017 po wprowadzeniu do struktury Agencji Muzycznej Polskiego Radia, dyrektor Polskiej Orkiestry Radiowej. Od czerwca 2017 do lipca 2017 główny specjalista Biura Programowego i Rozwoju Korporacyjnego Polskiego Radia. Od września 2017 do lipca 2018 roku rzecznik prasowy Warszawskiej Opery Kameralnej.
W 2016 roku członek jury Festiwalu Piosenki Polskiej w Opolu, 2017 roku zasiada w jury konkursu O!Polskie Przeboje (razem z Paweł Sztompke) oraz Międzynarodowego Konkursu Piosenki Eurowizji (przewodniczący jury).